# Liste der Kulturdenkmale in Altenmoor
In der Liste der Kulturdenkmale in Altenmoor sind alle Kulturdenkmale der schleswig-holsteinischen Gemeinde Altenmoor (Kreis Steinburg) aufgelistet (Stand: 10. März 2025).

## Legende
In den Spalten befinden sich folgende Informationen:
- Objekt-ID: die Nummer des Kulturdenkmales
- Lage: die Adresse des Kulturdenkmales und die geographischen Koordinaten. Kartenansicht, um Koordinaten zu setzen. In der Kartenansicht sind Kulturdenkmale ohne Koordinaten mit einem roten Marker dargestellt und können in der Karte gesetzt werden. Kulturdenkmale ohne Bild sind mit einem blauen Marker gekennzeichnet, Kulturdenkmale mit Bild mit einem grünen Marker.
- Offizielle Bezeichnung: Bezeichnung des Kulturdenkmales
- Beschreibung: die Beschreibung des Kulturdenkmales
- Bild: ein Bild des Kulturdenkmales

## Bauliche Anlagen
| Objekt-ID      | Lage                                       | Offizielle Bezeichnung       | Beschreibung | Bild |
| -------------- | ------------------------------------------ | ---------------------------- | --- | ---- |
| 8163           | Altenmoor 9 (53° 45′ 46″ N, 9° 34′ 38″ O)  | Fachhallenhaus               | Fachhallenhaus; 1736; ehemaliges Rauchhaus unter Reetdeckung mit Heckschur am Wirtschaftsgiebel, im Inneren Ständerkonstruktion mit Gefügeknoten in Nadelholz - Begründung: geschichtlich, Kulturlandschaft prägend - Schutzumfang: Fachhallenhaus, - Denkmaltyp: Bauliche Anlage             | BW   |
| 54013          | Altenmoor 10 (53° 45′ 49″ N, 9° 34′ 31″ O) | Fachhallenhaus               | Fachhallenhaus; Ende 19. Jh.; eingeschossiger, reetgedeckter Fachwerkbau mit innerer Ständerkonstruktion des 18. Jh. sowie ehemaliger Durchgangsdiele und Sommerhausanbau - Begründung: geschichtlich, Kulturlandschaft prägend - Schutzumfang: Fachhallenhaus, - Denkmaltyp: Bauliche Anlage | BW   |
| 12561 Wikidata | Altenmoor 13 (53° 45′ 48″ N, 9° 34′ 22″ O) | Wohn- und Wirtschaftsgebäude | Alteintragung (Aktualisierung vorgesehen) - Begründung: geschichtlich, Kulturlandschaft prägend - Schutzumfang: gesamtes Objekt - Denkmaltyp: Bauliche Anlage | BW   |